# Castello Guglielmi
Il castello Guglielmi, o castello Isabella, si trova nella parte meridionale dell'Isola Maggiore, una delle tre del lago Trasimeno.

## Storia del castello

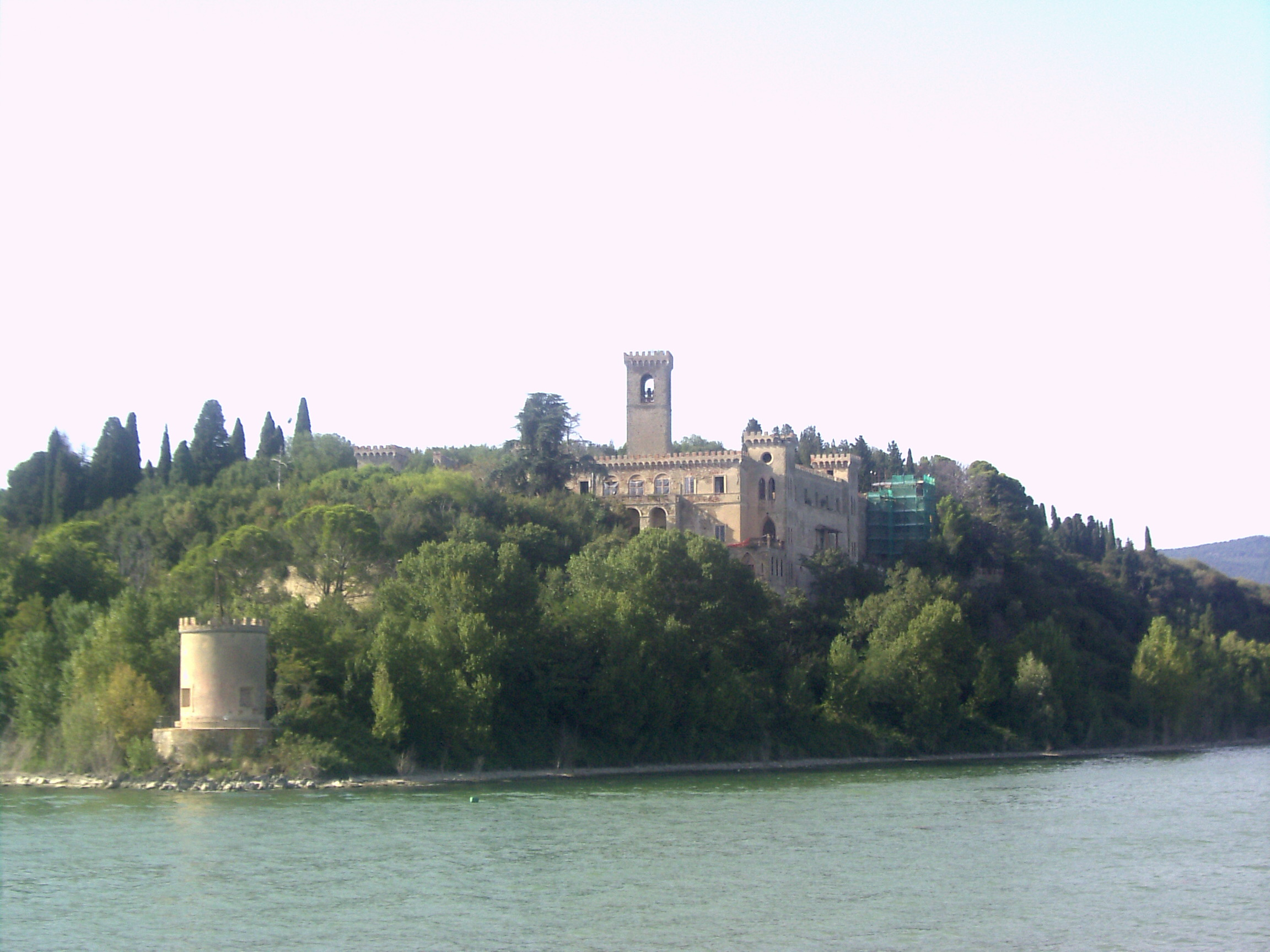
L'Isola Maggiore con il castello

Fu fatto costruire, come residenza estiva, nel 1887, dal senatore Giacinto Guglielmi (indi Guglielmi Grazioli Lante della Rovere con R.D. del 21.10.1937), marchese di Vulci (D.M. di Riconoscimento (mpr) del 1901) e di Montebello (per R.D. di Rinnovazione a Giacinto, di Giorgio, del 23.7.1937), in accordo con la moglie Isabella (nata marchesa Berardi), cui fu dedicata la dimora. Il nobile signore comprò la chiesa di san Francesco (1000 lire) ed il monastero dei Frati Minori con la torre medievale (2200 lire) e li fece incorporare nel nuovo edificio, secondo il gusto neogotico del castello di Miramare, a Trieste, e dei fiabeschi castelli di Ludovico II di Baviera. I lavori ebbero una durata di quattro anni (il convento era del 1328 e la torre campanaria risaliva al periodo romanico). Nel 1894 i Guglielmi organizzarono una fastosa inaugurazione: l'edificio, anni dopo, in serio stato di degrado, rimase di loro proprietà fino al 1975 e passò sotto altra amministrazione nel 1990. Nel 2010 la società che aveva acquistato il complesso e iniziato il restauro ha dichiarato bancarotta. Nel 2014 il castello è stato proposto all'asta ma questa è andata deserta. Il prezzo base richiesto era di 7.6 milioni di Euro.
Gli eventi costruttivi del castello furono particolarmente significativi per i duecento abitanti dell'isola (ora ne conta diciotto): tutti trovarono un'occupazione retribuita. Nel 1904 Elena Guglielmi (in Berardi Capponi), figlia di Giacinto ed Isabella, introdusse tra le figlie dei pescatori una pregevole arte del merletto (punto d'Irlanda) che ancora oggi fiorisce.

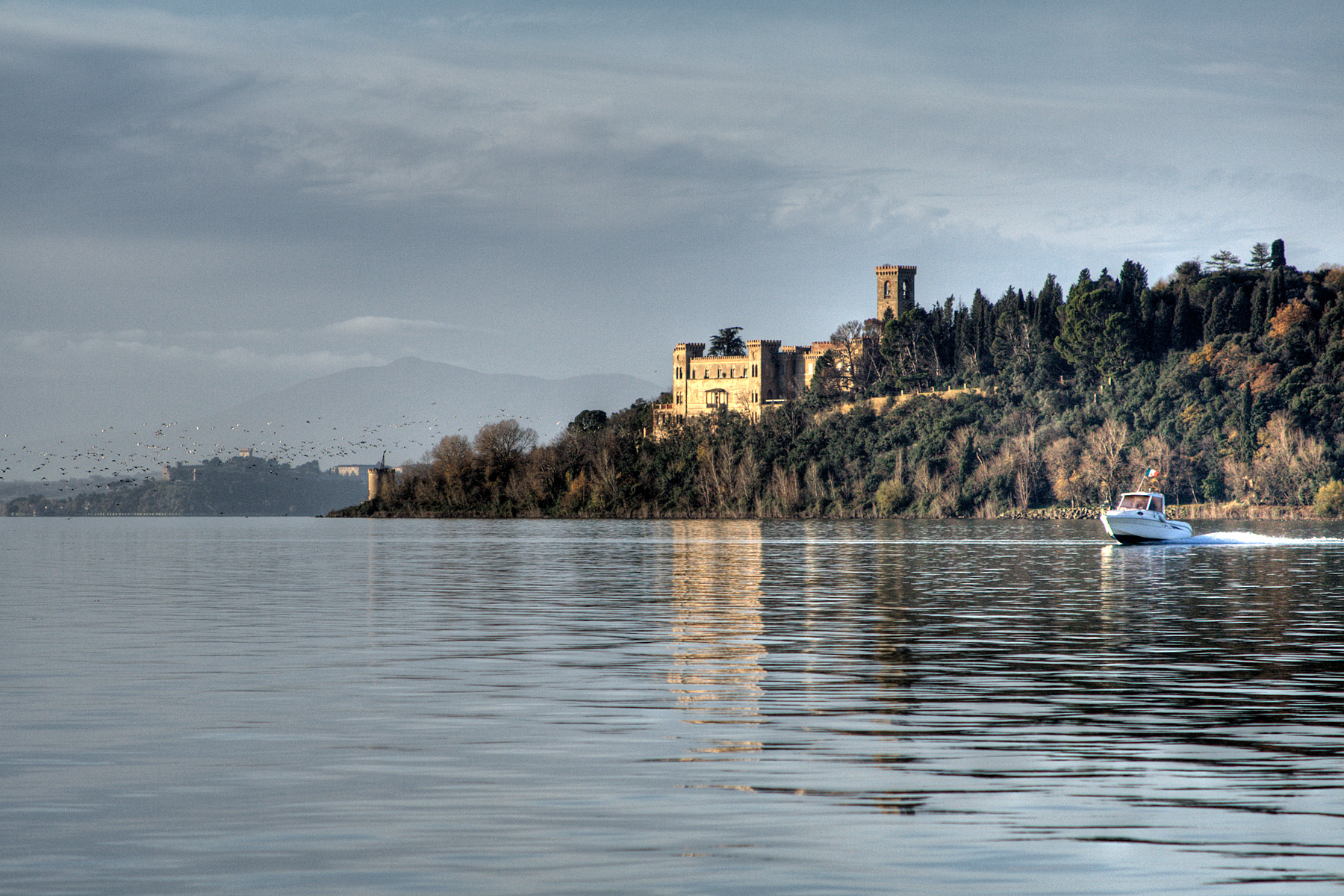
Il castello Isabella

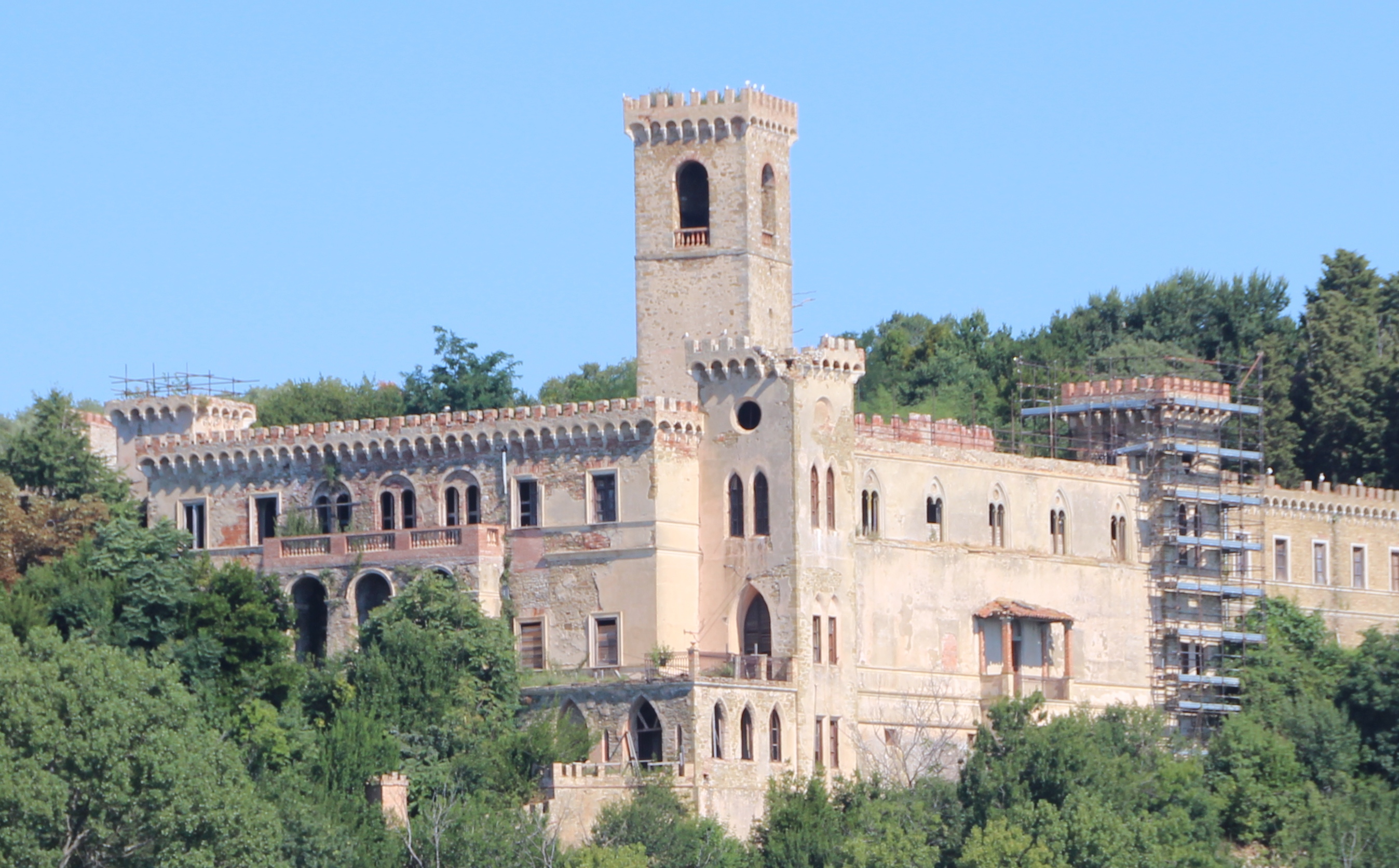
Il castello con l'antica torre

Il marchese, per agevolare le visite private al castello, aveva introdotto alcuni battelli che facessero, all'occasione, la spola tra Tuoro e il piccolo molo locale. Molti nobili umbri, toscani e romani, infatti, erano attirati da questo edificio sulla riva del lago, con un grande parco e giardino rigogliosi. Anche la regina Elena, di passaggio, visitò il maniero e vi pernottò.
Le sale del castello erano riccamente arredate (e le si poteva ammirare fino ai primi anni settanta): collezioni d'arte, anche esotiche, esposte ovunque, la galleria con i ritratti degli antenati e delle armature (soprattutto giapponesi), il salone delle feste con lampadari di Murano, il grande biliardo assai usato dai signori.
 Da un piccolo balcone, poi purtroppo inagibile, si apprezzava pienamente la bellezza anche notturna del lago Trasimeno. La cappella di san Francesco era raccolta ed impreziosita da una Madonna col Bambino, attribuita al senese quattrocentesco Sano di Pietro, trasferita nel 1972 nella chiesina del Salvatore.

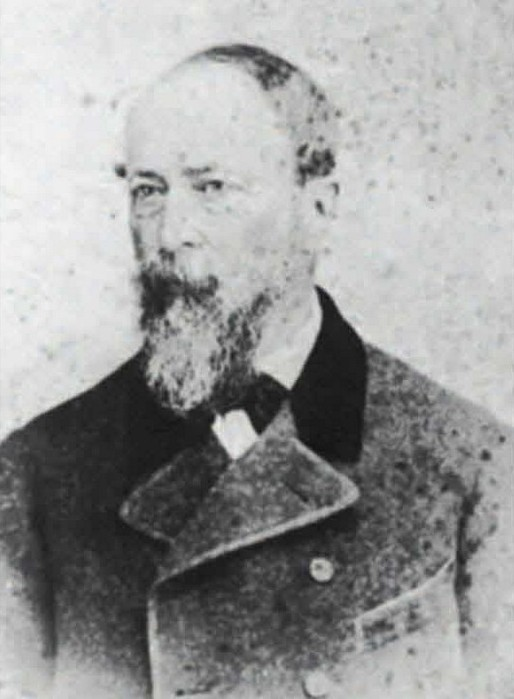
Giacinto Guglielmi

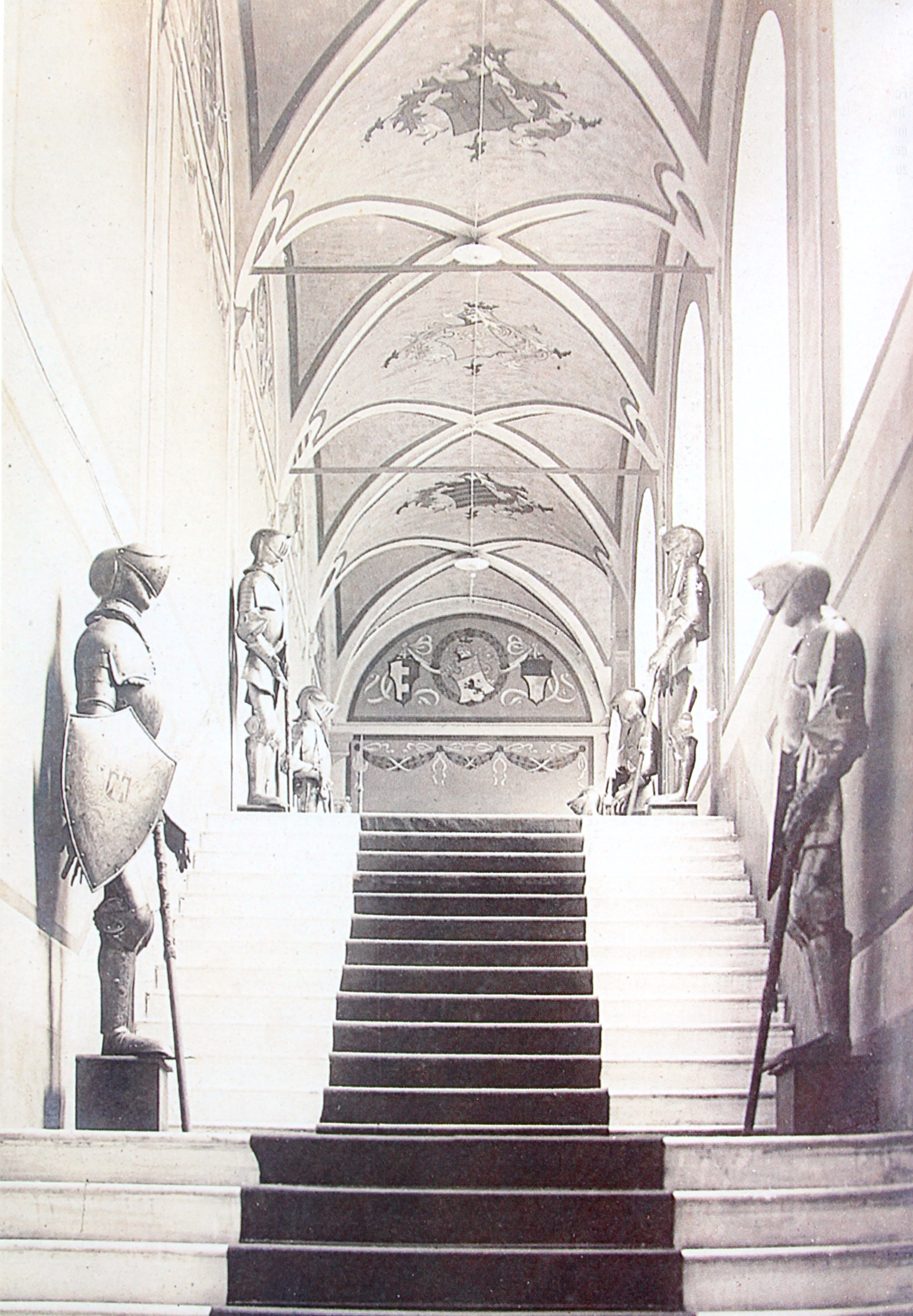
Lo scalone d'onore

Nel febbraio 1944 il Castello Guglielmi viene scelto dal prefetto di Perugia Rocchi come nuova sede del campo di concentramento provinciale di Perugia per gli ebrei italiani e stranieri arrestati nella provincia. Vi giungono una trentina di ebrei. Pur soggetti a sorveglianza di polizia, in breve familiarizzano con la popolazione locale che al momento del passaggio del fronte li aiuterà a fuggire, salvandoli dalla deportazione.
A partire dagli anni '70 i pregiati arredi del Castello furono traslocati in altre residenze dei Guglielmi e il castello cadde nell'incuria più biasimevole. 

### La famiglia Guglielmi
I Guglielmi, di modesta condizione economica, provenivano da un piccolissimo borgo, a quasi mille metri di altezza, Legogne, a sette chilometri da Norcia.
Nella seconda metà del XVIII secolo, per motivi di lavoro, si trasferirono a Civitavecchia. Qui, per una serie di casi fortunati, accumularono un'ingente fortuna immobiliare, tra la Maremma laziale, Civitavecchia e Montalto di Castro, dove ancora si ammira un loro castello.
Acquistarono nuovi terreni in Umbria, nonché nelle campagne di Roma. Felice Guglielmi, intanto, ammassò una considerevole ricchezza: opera proseguita dai nipoti Giulio e Giacinto (che fece erigere il castello di Isola Maggiore). Entrarono poi in politica e ottennero l'iscrizione nel ceto nobiliare: tutto ciò migliorò sempre più la loro posizione sociale ed imprenditoriale (cave, miniere, bestiame).
Tra le residenze che i Guglielmi fecero edificare - anche il palazzo a Civitavecchia o a Roma  - il castello nel Trasimeno, almeno fino ai primi decenni del Novecento, fu indubbiamente la preferita e quella dove volentieri trascorrevano la buona stagione, anche per il produttivo rapporto instaurato con gli abitanti dell'isoletta. La cappella gentilizia della casata fu realizzata nella chiesa di Santa Maria dell'Orazione, a Civitavecchia.
Non è, invece, certificata storicamente la curiosa notizia dell'appartenenza alla famiglia del famoso divo cinematografico Rodolfo Valentino, il cui vero cognome era Guglielmi. Il padre, Giovanni, appassionato di araldica, al contrario, ne era convinto e, forse per questo, fece studiare il figlio per un certo periodo in un collegio di Perugia.
Lo stemma dei marchesi Guglielmi era così illustrato: